# Gare de Bou Aïch
La gare de Bou Aïch, ou gare de Bou-Aïch, est une ancienne halte ferroviaire algérienne située sur le territoire de la commune de Beni Ounif, dans la wilaya de Béchar.

## Situation ferroviaire
Établie à une altitude de 954,510 m, la gare est située au point kilométrique (PK) 573,723 de la ligne de Oued Tlelat à Béchar, où elle est précédée de la gare fermée de Mérirès et suivie de la gare fermé de Ben Zireg.

## Histoire
La gare est mise en service en 1905 lors de l'ouverture de la section de Beni Ounif à Ben Zireg de l'ancienne ligne à voie étroite d'Oran à Kenadsa via Saïda. Précédée de l'ancienne gare de Mérirès et suivie de l'ancienne gare de Ben Zireg, elle était située au PK 671,800 de cette ligne,,.
Cette gare fait partie des gares fortifiées en Algérie construites par l'armée française entre 1881 et 1906 le long de la ligne entre Saïda et Béchar.

## Service des voyageurs

### Dessertes
En 2023, cette halte n'est pas desservie par les trains de la Société nationale des transports ferroviaires.